# غربند (تازيان)
غربند (بالفارسية: گربند) هي قرية تقع في إيران في قسم تازيان الريفي. يقدر عدد سكانها بـ 965 نسمة بحسب إحصاء 2016.